# マルチプレックス・アッセイ
生物科学の分野では、マルチプレックス・アッセイ（英: multiplex assay）は、磁気ビーズを使用して1回の実験で複数の分析物を同時に測定するイムノアッセイの一種である。マルチプレックス・アッセイは、捕捉抗体を結合するためにビーズを用いたELISAの派生型である。これは、臨床現場よりも研究現場で一般的に使用されている。
マルチプレックス・アッセイでは、指定された色の微小球体が特定の抗体でコーティングされる。ビーズは蛍光標識によって区別されるため、その結果はフローサイトメトリーで読み取ることができる。測定される分析物の数は、ビーズの異なる色の数によって決まる。
特定の応用分野や技術クラスにおけるマルチプレックス・アッセイは、アッセイごとに測定できる分析物の数に基づいてさらに階層化される。ここで「マルチプレックス（multiplex）」とは、1回のアッセイで測定できる分析物の数が多いもの（数百万まで）を指し、「ロープレックス（low-plex）」または「ミッドプレックス（mid-plex）」は、少ないもの（数十-数千）を指すが、正式なガイドラインは存在しない。単一分析アッセイや、ロープレックス～ミッドプレックス法は、通常、高度な並列化を実現するために特殊な技術や小型化を必要とするマルチプレックス法の進歩に先だって行われている。